# (8084) Dallas
(8084) Dallas ist ein Asteroid des äußeren Hauptgürtels, der am 6. Februar 1989 vom japanischen Astronomen Masahiro Koishikawa an der Ayashi Station des Sendai-Observatoriums (IAU-Code 391)  entdeckt wurde.
Der Asteroid wurde am 2. Februar 1999 nach der texanischen Stadt Dallas benannt, der drittgrößten Stadt im Bundesstaat Texas und seit 1997 Partnerstadt von Sendai.
.